# Wiktor Zięba
Wiktor Zięba (...) è un giocatore di football americano polacco che gioca come wide receiver per i Panthers Wrocław.
Ha vinto l'edizione 2016 della IFAF Europe Champions League e gioca nella lega semiprofessionistica ELF.